# أكيرا هاجيوارا
أكيرا هاجيوارا (باليابانية: 萩原光؛ بالكانا: はぎわら あきら) هو لاعب كرة قدم وسائق سباق ياباني، ولد في 21 يوليو 1956 في أوداوارا في اليابان، وتوفي في 7 أبريل 1986.